# リチャード・アンソニー・ヒューソン
リチャード・アンソニー・ヒューソン（Richard Anthony Hewson、1943年11月17日 - ）は、イギリスの音楽プロデューサー、アレンジャー、指揮者、マルチ・インストゥルメンタリスト。単にリチャード・ヒューソンとも称される。別名ハーブ（Herb）・ヒューソン。自身による音楽プロジェクトであるラー・バンド（The RAH Band）の成功でも知られる。

## 来歴
イングランド北東部に位置するダラム州ティーズサイドのストックトン＝オン＝ティーズに生まれる。ロンドン市立の名門音楽院ギルドホール音楽演劇学校にてクラシック音楽を学び、ビートルズの主要プロデューサーであったジョージ・マーティンは同校の先輩にあたる。リチャードも卒業後の最初の仕事が1969年のメリー・ホプキンの曲「グッドバイ」のアレンジであったこともあり、同曲をプロデュースしたポール・マッカートニーからの信頼を得て、ビートルズのアルバム『レット・イット・ビー』の「ザ・ロング・アンド・ワインディング・ロード」や「アイ・ミー・マイン」のアレンジなどを手掛けている。結果として、当時のビートルズのマネージャーであったアラン・クレインと、同アルバムの再プロデュースを任されたフィル・スペクター両者の思惑に加担することとなり、ジョージ・マーティンやポールらとはトラブルに発展している。しかしながら、ポールはウイングス結成後にリチャードとの仲を取り戻し仕事を依頼している。
その後は、1975年の香港・オーストラリア合作映画『スカイ・ハイ』で主題歌のアレンジに、1980年のアメリカ映画『ザナドゥ』ではサウンドトラックのアレンジ・指揮に関わっている。

## ラー・バンド
ラー・バンド（The RAH Band）とは、曲作りから演奏までリチャード一人の手によって、1977年にはじめられた音楽プロジェクトを指す。バンド名はRichard Anthony Hewsonの頭文字にちなんでつけられた。リチャードの妻であるリズ（Liz、本名エリザベス）・ヒューソンがボーカルを担当している。アルバム『ミステリー』よりシングルカットされた「クラウズ・アクロス・ザ・ムーン」は、宇宙に滞在中の夫に向けた妻からのメッセージに込められている、夫婦愛をモチーフにした曲となっている。同曲は1985年4月の全英シングルチャートで6位を記録した。

## ディスコグラフィ

### アルバム
- The Orchestrah (1974年) ※The Orchestrah名義[11]
- 『ディスコ・オーケストラの帝王』 - Love Is - Sundance (1976年) ※リチャード・ヒューソン・オーケストラ名義[12]
- The Crunch and Beyond (1978年) ※ラー・バンド名義[13]
- 『ラー』 - The Rah Band (1981年) ※ラー・バンド名義[13]
- 『ゴーイング・アップ』 - Going Up (1983年) ※ラー・バンド名義。旧邦題『パノラマ・ファンタジー』[14]
- Upper Cuts (1984年) ※ラー・バンド名義。コンピレーション[13]
- 『ミステリー』 - Mystery（英語版） (1985年) ※ラー・バンド名義[15]
- Rah Band Remixed by Richard Hewson (2004年) ※ラー・バンド名義。コンピレーション[13]
- The Very Best of... (2005年) ※ラー・バンド名義。コンピレーション[13]